# Linha 9 dos Ônibus de Londres
A rota 9 da London Buses é uma rota de ônibus contratada pela Transport for London em Londres, Inglaterra. Correndo entre a estação de ônibus de Hammersmith e Aldwych, é operado pela London United .

## História

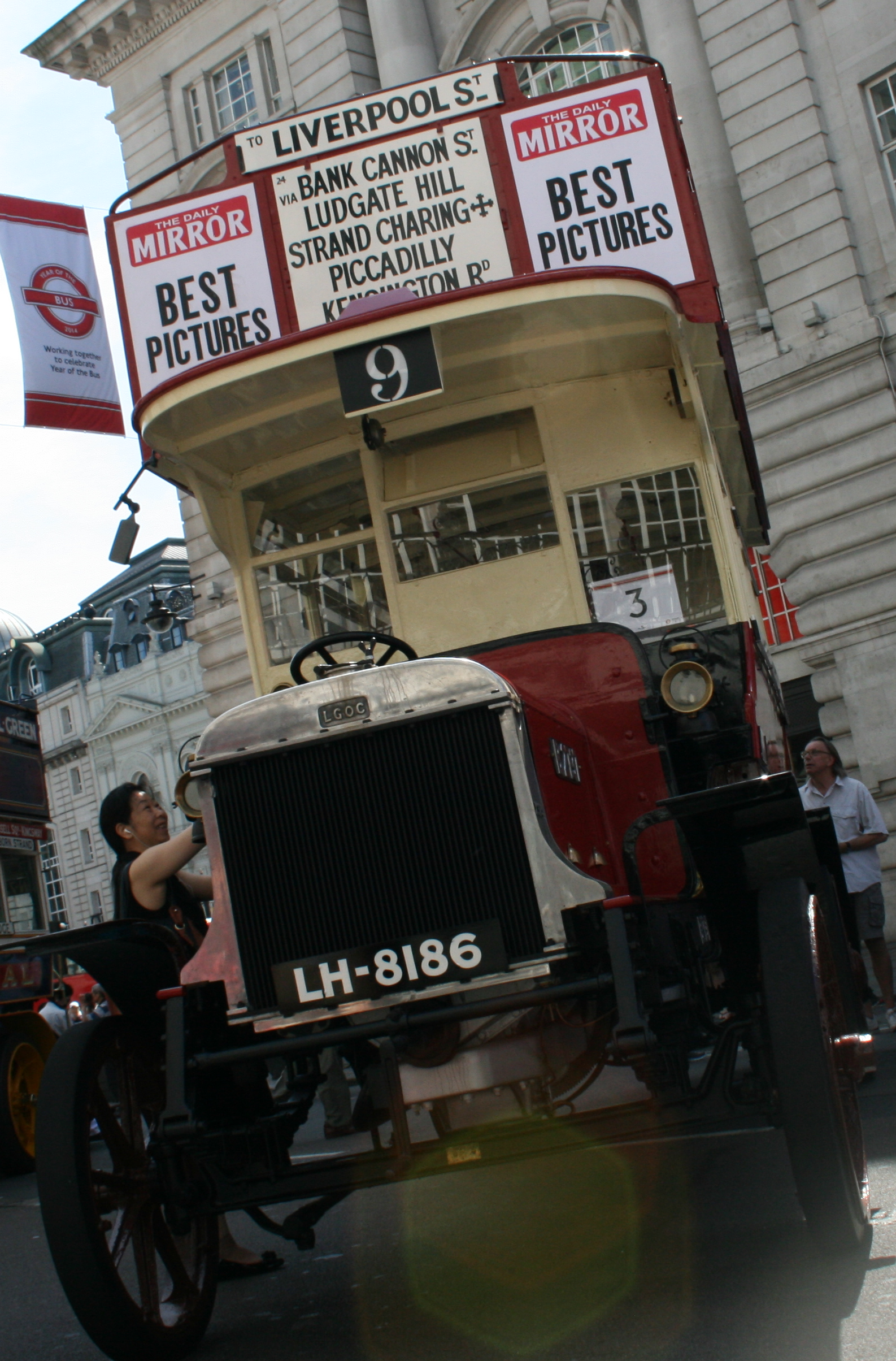
Ônibus LGOC tipo B restaurado em junho de 2014

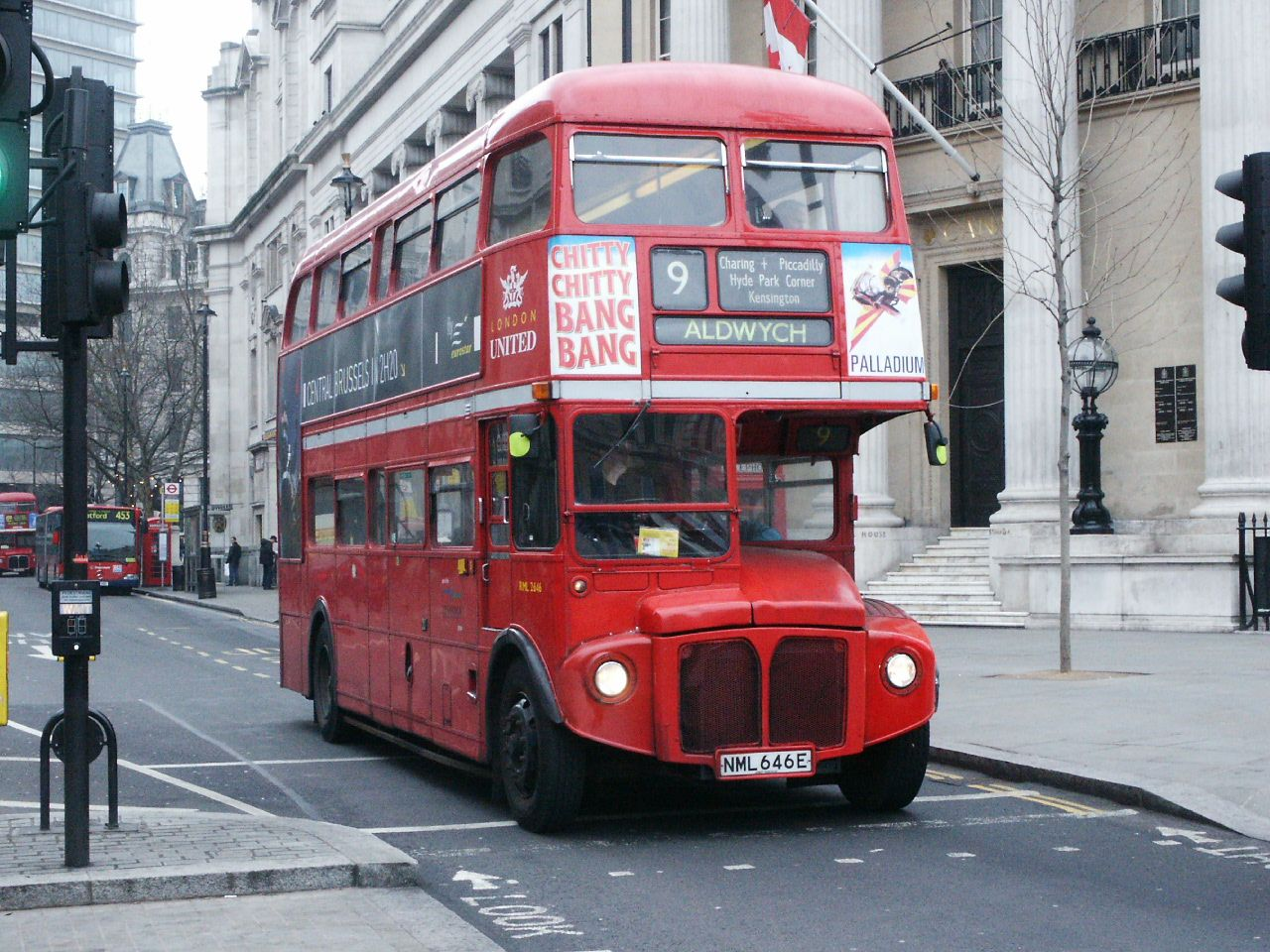
London United AEC Routemaster em Cockspur Street em março de 2004

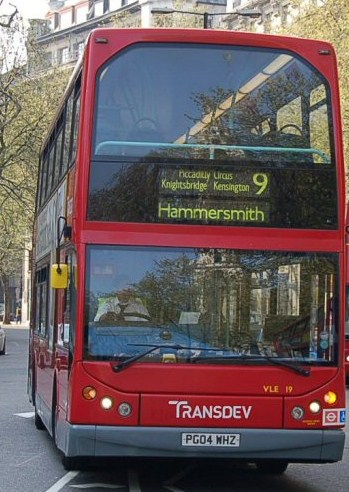
Transdev London East Lancs Myllennium Vyking com carroceria Volvo B7TL em abril de 2007

A rota 9 foi chamada de "a rota de ônibus mais antiga de Londres". A sua origem remonta a 1851, embora também sejam dessa época as vias 11 e 12 .
A extensão do domingo 9 foi finalmente removida quando a Rota 23 ganhou um serviço de domingo no final dos anos 1960, embora um serviço simbólico fosse mantido até Aldgate até as 14h aos domingos para atender aos mercados locais, o serviço da tarde sendo reduzido em Aldwych. O serviço de sábado também foi reduzido para Aldwych alguns anos depois, mas o serviço de domingo foi renumerado 9A para evitar a bifurcação incomum, sendo desviado ainda mais por Monument e Tower Hill em vez de Bank e Leadenhall Street. Essa variação foi abandonada completamente em 1990, e a rota, portanto, funcionava diariamente de Mortlake a Aldwych com uma extensão de segunda a sexta-feira para a Liverpool Street . Toda a rota foi cortada para Aldwych em 18 de julho de 1992, sendo a substituição para Liverpool Street a nova rota 23 .
Em 1976, a rota foi tema de um documentário da British Transport Films, The Nine Road .
Na preparação para a introdução da taxa de congestionamento de Londres em fevereiro de 2003, os níveis de serviço foram aumentados com MCW Metrobuses elaborados para complementar o AEC Routemasters . Em 4 de setembro de 2004, a operação tripulada terminou com o AEC Routemasters substituído pelo Volvo B7TL com carroceria East Lancs Myllennium Vyking e a rota foi transferida para a garagem de Stamford Brook, em uma troca econômica com a rota 49 .
Em 2014, a rota operou brevemente um New Routemaster pintado em vermelho e prata para promover o Ano do Ônibus .
Para marcar o centenário da Primeira Guerra Mundial, o London Transport Museum restaurou um dos quatro únicos ônibus sobreviventes do tipo LGOC B. O ônibus que está sendo restaurado costumava circular na rota 9 entre Barnes e Liverpool Street desde 1914. A restauração custou £ 250.000, com mais da metade gasta na aquisição de peças originais.
Novos Routemasters foram introduzidos em 26 de outubro de 2013. A plataforma traseira permanece aberta de segunda a sexta-feira, das 06:00 às 18:00, quando é atendida por um assistente de atendimento ao cliente. Em setembro de 2016, os condutores foram retirados dos ônibus da rota 9 e os ônibus agora operam apenas com motoristas e a plataforma traseira fechada.
Em 2021, a frequência do serviço foi reduzida de 8 ônibus por hora para 6 de segunda a sábado durante o dia, e de 6 ônibus por hora para 5 à noite e aos domingos.